# 스가와라 미키
스가와라 미키(일본어: 菅原 美希)는 일본의 은퇴한 여자 축구 선수이다.

## 국가대표팀 경력
그녀는 1998년 5월 17일 미국과의 경기에서 일본 국가대표팀에 데뷔했다. 1998년 아시안 게임 동메달 획득에 기여. 그녀는 국제 A매치 7경기에 출전하여 2득점을 넣었다.

## 통계
| 일본 | 일본 | 일본 |
| 연도 | 출전 | 득점 |
| ---- | ---- | ---- |
| 1998 | 7    | 2    |
| 통산 | 7    | 2    |